# Abbasanta
Abbasanta (sardinsky: Abbasànta) je italská obec (comune) v provincii Oristano v regionu Sardinie. Nachází se ve výšce 315 metrů nad mořem a má přibližně 2 600 obyvatel. Rozloha obce je 39,85 km².